# Rhinosaur
Rhinosaur – utwór amerykańskiej grupy grunge'owej Soundgarden. Autorem muzyki jest Matt Cameron, zaś tekstu Chris Cornell. Utwór został wydany w 1996 roku na ostatnim albumie studyjnym zespołu, Down on the Upside na drugiej pozycji na krążku. W 1997 roku, został wydany na stronie B singla Ty Cobb i w przeciwieństwie do utworu ze strony A, został odnotowany na listach przebojów. "Rhinosaur" uplasował się na 19 miejscu na liście Mainstream Rock Tracks. 

## Notowania
| Lista (1997)              | Pozycja |
| ------------------------- | ------- |
| US Mainstream Rock Tracks | 19      |

## Twórcy
- Chris Cornell - wokal, gitara rytmiczna
- Kim Thayil - gitara prowadząca
- Ben Shepherd - bas
- Matt Cameron - perkusja